# Tafí Viejo
Tafí Viejo je město ležící v provincii Tucumán v severozápadní Argentině. Je sídlem departementu Tafí Viejo. Leží přibližně dvacet kilometrů severně od hlavního města provincie San Miguel de Tucumán a je součástí metropolitní oblasti hlavního města provincie. Při sčítání lidu v roce 2010 mělo město 39 601 obyvatel.
Město bylo založeno v roce 1900 pod názvem San José de Calasanz. Již v roce 1910 zde byla otevřena továrna na výrobu železničních zařízení. Dne 2. června 1939 bylo rostoucí město přejmenováno na svůj současný název. Ve čtyřicátých letech dvacátoho století byla místní železniční továrna rozšířená a zmodernizovaná, což mělo velký vliv na další rozvoj města. V roce 1980 však byla v důsledku ekonomické krize železniční továrna zavřená. O čtyři roky později byla znovu otevřena, ale už nedosáhla své někdejší produkce. V roce 1996 byla továrna znovu zavřena, ale v roce 2003 bylo opět rozhodnuto o obnovení výroby. Město se tak preorietovalo na cestovní ruch. Turisté vyhledávají především středisko Alpa-Puyo a místní přírodu.